# Callicebus lugens
Callicebus lugens là một loài động vật có vú trong họ Pitheciidae, bộ Linh trưởng. Loài này được Humboldt mô tả năm 1811.

## Hình ảnh

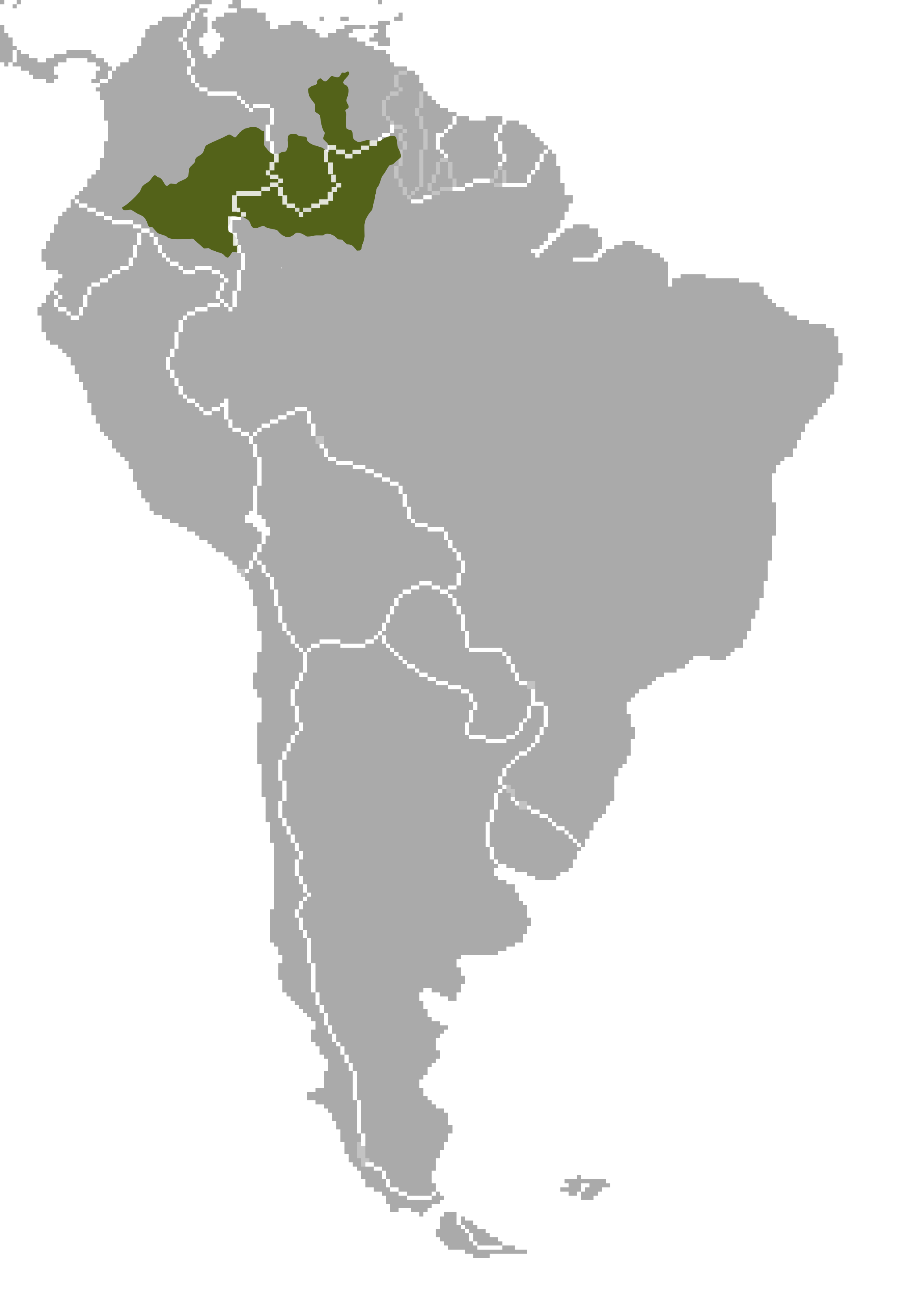